# 紀三津
紀 三津（き の みつ）は、平安時代初期の官人。官位は六位・武蔵権大掾。

## 経歴
承和元年（834年）約30年ぶりに遣唐使を派遣することになり、大使・藤原常嗣以下の使節が任命される。
承和3年（836年）5月に遣唐使一行は難波津から出帆するが、間もなく強い風雨に見舞われ摂津国輪田泊に停泊するなど、日本を離れるために九州まで移動するのに時間を要していた。この状況の中閏5月になって、遣唐使船が日本を離れた後に風浪の影響を受けて新羅の領土へ漂着する懸念があることから、旧例に倣って太政官は新羅に対して遣唐使船漂着時に救助・送還を行うよう告諭を行うこととし、紀三津を遣新羅使に任命した（この時の官職は武蔵権大掾）。
同年7月に遣唐使船は大宰府から唐に向け出航するが、間もなく渡海は失敗して7月から8月にかけて全ての船が九州各地に漂着する。一方で、8月に三津以下の遣新羅使が大宰府から新羅に向けて出発した。
同年10月になって三津が遣新羅使の役目を終えて大宰府に帰還。12月に三津は朝廷に対して復命するが、三津のもたらした新羅の執事省牒によって、三津が失態により使者の役目を果たすことができず、新羅から不当な脅しを受けて帰国したことが明らかとなった。
- 三津は新羅へ到着すると、新羅に恐れ怯えて媚び、自分に都合の良いように偽って、本来の使命と異なり、専ら友好のために訪問したと説明した。
- 新羅の執事省は三津の発言と太政官牒の内容（遣唐使船漂着時の送還要請）が全く相違していることを疑って再三詰問したが、三津はますます困惑して説明できなくなった。
- 三津はさらに、遣唐使として小野篁の乗船した船が唐に向けて既に出帆しているとのでたらめの説明（①遣唐使節の代表たる大使は藤原常嗣。②遣唐使船の唐への渡海は失敗し日本へ留まっている）を行った。
- 執事省は三津について、日本が新羅に送る使節として相応しくない頼むに足りない人物であり、あちこちに利益を求めるために、太政官牒を偽造して海上を往来している得体の知れないどこかの島の住人とみなした。
- 執事省としてはこの「小人」（三津）の罪を「大国」（新羅）の寛大な処置で対処することにし、三津らに対しては渡海に必要な物資を与えて日本へ送り返し、日本側での処置を行うべき旨を決定した。

新羅を「大国」、日本からの使節を「小人」と称する新羅の日本に対する対等または尊大な態度に対して、それまで新羅を「蛮国」とみなしてきた日本は憤慨し、この事件を後世に伝えなかったら後人は得失を判断できないとして、『続日本後紀』に執事省牒全文を掲載している。また、遣新羅使は飛鳥時代から150年以上に亘って続いていたが、結果的に三津の使節が最後の遣使となった。